# Dusk Till Dawn
«Dusk Till Dawn» (укр. Від заходу до світанку) — пісня британського співака і автора пісень Зейна Маліка, записана спільно з австралійською співачкою і продюсером Sia.
Сингл вийшов 7 вересня 2017 року, разом з відеокліпом, режисером якого став Марк Уебб (відомим за такими фільмами, як «Новий людина-павук», «500 днів літа» і «Обдарована»). Пісня набрала понад 10 мільйонів переглядів на YouTube за перші 24 години.

## Реліз
Офіційний реліз треку відбувся 7 вересня 2017 року. Пісня стала доступна як для купівлі, так і для стрімінга, про що Зейн сповістив своїх фанатів у соціальних мережах.

## Відгуки критиків
У рецензії видання Forbes пісня названа «епічною, наскільки це необхідно», відзначений сильний вокал обох виконавців і незабутній мотив; рецензент також зазначив, що пісня є потенційним номінантом на премію Греммі за краще поп-виконання дуетом або групою.
Видання The Guardian вибрала пісню в якості «треку тижня».
У публікації журналу Rolling Stone пісня названа «пульсуючою баладою», також говориться, що дует більше схиляється в бік типового стилю Sia, але при цьому вона стримує свій вокальний потенціал для створення гармонії з вокалом Зейна.
У відзиві від MTV йдеться про те, що це «масивний, кінематографічний дует», який скоро буде звучати на стадіонах".
У журналі Spin рецензія не була настільки позитивною, в ній говориться, що «Dusk Till Dawn» стала для Зейна «кроком назад» порівняно з його попереднім синглом «Still Got Time», також сказано, що дует з Сіа був «досить передбачуваним і, в основному, нецікавим».

## Музичне відео
Музичний кліп на «Dusk Till Dawn» був знятий американським режисером Марком Уеббом та вийшов на офіційному Vevo-каналі Зейна в день прем'єри самої пісні, 7 вересня 2017 року.
Сюжет відео побудований на зухвалій махінації молодого хлопця та дівчини, які зуміли перехитрити і мафію, і поліцію. У фіналі ми бачимо їх, виїжджаючих на дорогій машині, з заповітним дипломатом, всередині якого знаходиться щось, випромінююче світло, що відсилає нас до фільму Квентіна Тарантіно «Кримінальне чтиво». Також, сама назва пісні майже повністю збігається з культовим фільмом «From Dusk Till Dawn» 1996 року, сценарій для якого написав Тарантіно.
Роль головного героя у кліпі зіграв сам Зейн Малік. Сіа, як зазвичай, в кліпі не з'явилася, а роль дівчини виконала американська актриса Джемайма Кьорк.

## Комерційний успіх
Пісня дебютувала на першій сходинці світового iTunes, також очоливши європейське відділення. Сингл також увійшов до топ-10 чартів в 76 країнах світу, очоливши 36 з них.

## Чарти
| Чарт (2017)                               | Найвища позиція |
| ----------------------------------------- | --------------- |
| ARIA                                      | 7               |
| Австрія (Ö3 Austria Top 75)               | 3               |
| Бельгія (Ultratop Flanders)               | 29              |
| Бельгія (Ultratop Wallonia)               | 34              |
| Канада (Canadian Hot 100)                 | 5               |
| Чехія (Singles Digitál Top 100)           | 4               |
| Tracklisten                               | 12              |
| Фінляндія (Suomen virallinen lista)       | 6               |
| SNEP                                      | 7               |
| Німеччина (Official German Charts)        | 6               |
| Greece Digital Songs (Billboard)          | 1               |
| Угорщина (Single Top 40)                  | 4               |
| Угорщина (Stream Top 40)                  | 2               |
| Ireland IRMA                              | 5               |
| FIMI                                      | 20              |
| Latvijas Top 40                           | 14              |
| M-1 Top 40                                | 13              |
| Нідерланди (Dutch Top 40)                 | 9               |
| Нідерланди (Mega Single Top 100)          | 7               |
| border Recorded Music NZ                  | 10              |
| (VG-lista)                                | 4               |
| Philippine Hot 100                        | 17              |
| Польща (Polish Airplay Top 100)           | 23              |
| Португалія (AFP)                          | 5               |
| Airplay 100                               | 24              |
| Шотландія (Official Charts Company)       | 5               |
| Словаччина (IFPI)                         | 50              |
| Словаччина (Singles Digitál Top 100)      | 2               |
| PROMUSICAE                                | 56              |
| Sverigetopplistan                         | 3               |
| Швейцарія (Media Control AG)              | 2               |
| Велика Британія (Official Charts Company) | 5               |
| США (Billboard Hot 100)                   | 44              |
| США (Adult Top 40) (Billboard)            | 33              |
| Еврохит Top 40                            | 1               |